# Тоша (Португалия)
Тоша (порт. Tocha) — населённый пункт и район в Португалии, входит в округ Коимбра. Является составной частью муниципалитета Кантаньеде. Находится в составе крупной городской агломерации Большая Коимбра. По старому административному делению входил в провинцию Бейра-Литорал. Входит в экономико-статистический субрегион Байшу-Мондегу, который входит в Центральный регион. Население составляет 4016 человек на 2001 год. Занимает площадь 79,16 км².
Покровителем района считается Носса-Сеньора-Д'Атоша (порт. Nossa Senhora D'Atocha).

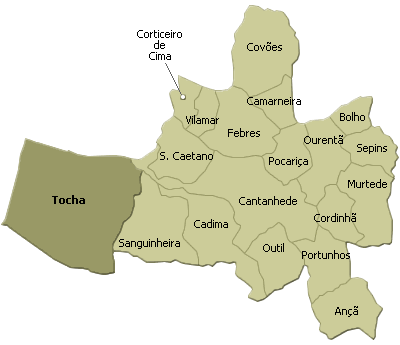